# Darevskia armeniaca
Darevskia armeniaca is een hagedis uit de familie echte hagedissen (Lacertidae). Er is nog geen Nederlandse naam voor deze soort. De verouderde wetenschappelijke geslachtsnaam is Lacerta, deze wordt soms nog wel gebruikt.

## Naam en taxonomie
De wetenschappelijke naam van de hagedis werd voor het eerst voorgesteld door Lajos Méhely in 1909 als Lacerta (saxicola) armeniaca. De geslachtsnaam is een eerbetoon aan de Russische herpetoloog Ilya S Darevski die ontdekte dat sommige populaties van de steenhagedis (Darevskia saxicola) alleen vrouwtjes voorkwamen.

## Uiterlijke kenmerken
De totale lichaamslengte bedraagt ongeveer 18 tot 20 centimeter. De lichaamskleur is bruin tot grijs of bijna zwart, kenmerkend zijn enkele rijen kleine blauwe vlekjes op de flanken. Bij veel verwante soorten krijgen alleen mannetjes deze blauwe kleuren in de paartijd, bij deze soort hebben vrijwel alle exemplaren blauwe vlekjes. De kop is enigszins afgeplat, meer dan de helft van de lichaamslengte bestaat uit de relatief lange en dikke staart. De soort is zeer variabel in kleur en tekening; vrijwel geen enkel exemplaar ziet er precies hetzelfde uit.

## Verspreiding en habitat
De wetenschappelijke en Engelse naam verwijzen naar het verspreidingsgebied van deze soort; Armenië, maar ook in Georgië, Turkije en in Oekraïne komt de soort voor, maar in het laatste gebied is de hagedis geïntroduceerd. De habitat van deze soort bestaat uit stenige of rots-achtige streken met enige liefst houtige vegetatie. Zoals ook veel andere soorten echte hagedissen zijn ruïnes, houtwallen en steenhopen geschikt als uitvalsbasis. Darevskia armeniaca leeft in bergachtige, hoger gelegen streken en komt meestal voor boven de 1500 meter.
Door de internationale natuurbeschermingsorganisatie IUCN is de beschermingsstatus 'veilig' toegewezen (Least Concern of LC).

## Voortplanting
Darevskia armeniaca is een zeer opmerkelijke soort; de hagedis is parthenogeen en plant zich waarschijnlijk alleen maagdelijk voort. Er zijn hierdoor ook veel minder mannelijke dan vrouwelijke exemplaren, dit komt overigens wel meer voor bij hagedissen.